# Paraíso (Kanton)
Paraíso ist ein Kanton der costa-ricanischen Provinz Cartago mit 59.259 Einwohnern (2013). Der Kanton hat eine Gesamtfläche von 411,91 km² und ist damit der zweitgrößte Kanton der Provinz. Die Stadt Paraíso liegt etwa acht Kilometer südöstlich der Provinzhauptstadt Cartago und gehört zu deren Metropolregion.